# Palácio da Cultura e Ciência
O Palácio da Cultura e Ciência (em polonês/polaco:  Pałac Kultury i Nauki; abreviadamente PKiN), é um edifício notável tipo arranha-céus no centro Varsóvia, Polônia. Com uma altura total de 237 metros (780 pé), é o edifício mais alto da Polônia, o 6º edifício mais alto na União Europeia (incluindo pináculo) e um dos [mais altos do continente europeu. Construído em 1955, abriga várias instituições públicas e culturais, como cinemas, teatros, bibliotecas, clubes esportivos, faculdades universitárias e autoridades da [Academia Polonesa de Ciências]. Desde 2007, é listado no registro de objetos do patrimônio cultural da Polônia
Motivado pela arquitetura histórica polonesa e pelos arranha-céus americanos, o PKiN foi projetado pelo arquiteto soviético Lev Rudnev no estilo "Sete Irmãs" e é informalmente referido como  Oitava Irmã. O Palácio também foi a mais alta torre do relógio do mundo até a instalação de um mecanismo de relógio no NTT Docomo Yoyogi Building em Tóquio  no Japão.

## História

### Nome

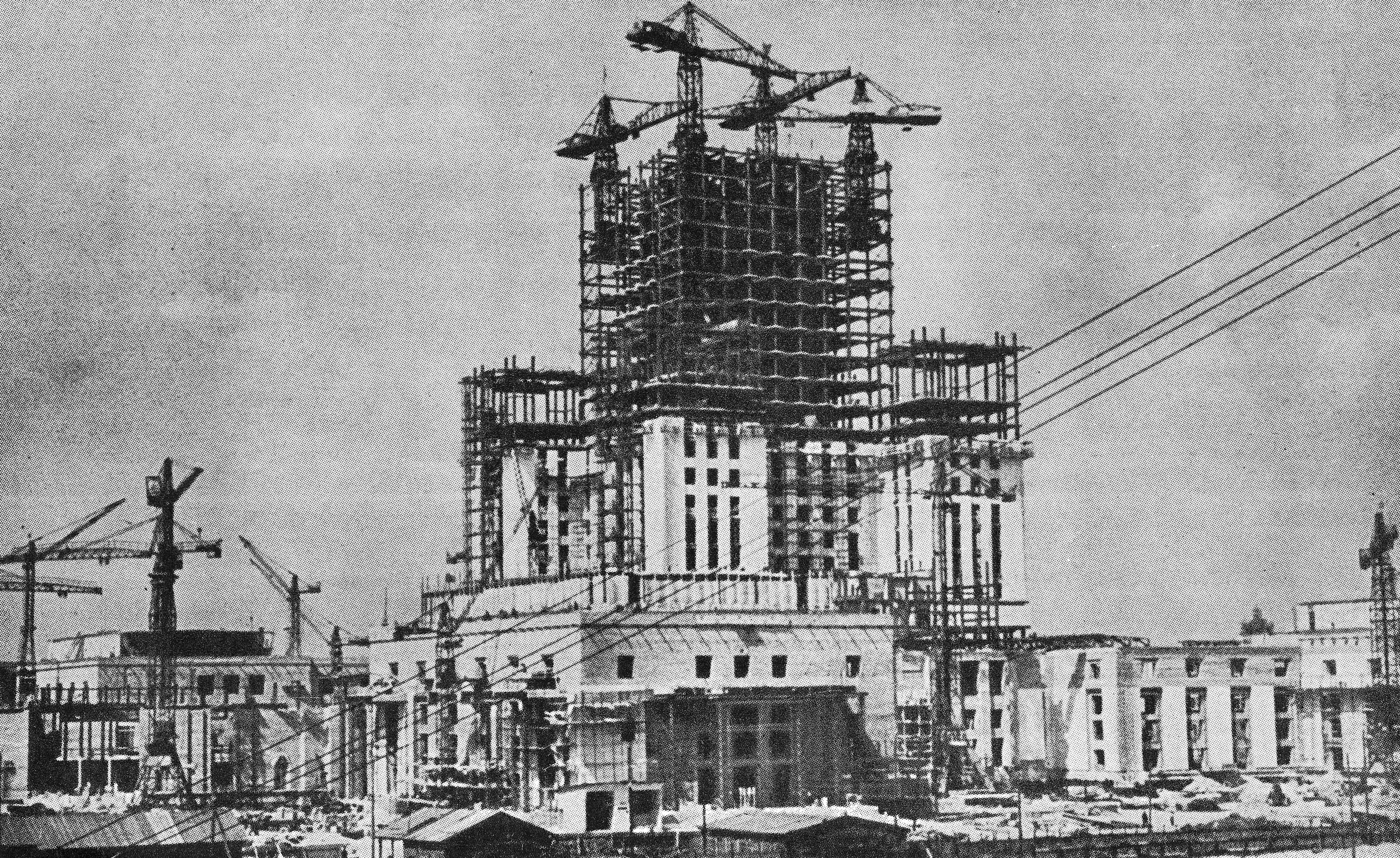
Palácio em 1954, durante a construção

O edifício era originalmente conhecido como o Palácio da Cultura e Ciência de Joseph Stalin ( Pałac Kultury i Nauki imienia Józefa Stalina ), mas na sequência da desestalinização a dedicação a Stalin foi revogada. O nome de Stalin foi removido da colunata, do saguão interior e de uma das esculturas do edifício.
Alguns cidadãos de Varsóvia ainda costumam usar apelidos para se referir ao palácio, especialmente  Pekin  ("Pequim", por causa de seu nome abreviado  PKiN ) e  Pajac  ("palhaço", uma palavra que soa próxima a  Pałac ). Outros nomes menos comuns incluem  seringa de Stalin ,  elefante em roupas íntimas rendadas ,  bolo de casamento russo  ou mesmo  chuj stalina  ("pau de stalin"). Uma piada popular entre os moradores apareceu nas últimas décadas, que insinua que o deck de observação do Palácio tem a "melhor vista da cidade porque é o único lugar em Varsóvia sem vista para o prédio".

### Construção

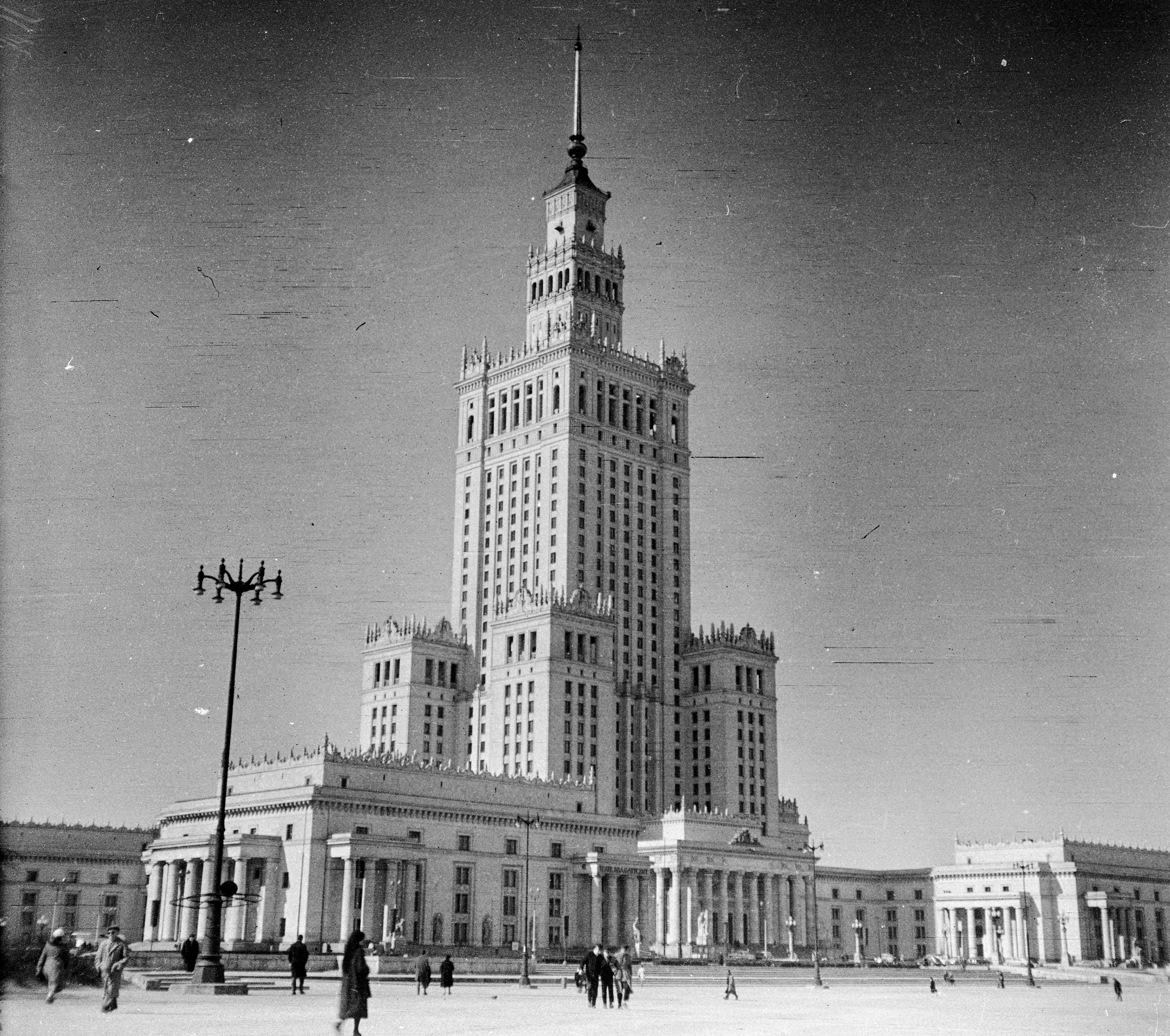
Palácio em 1960

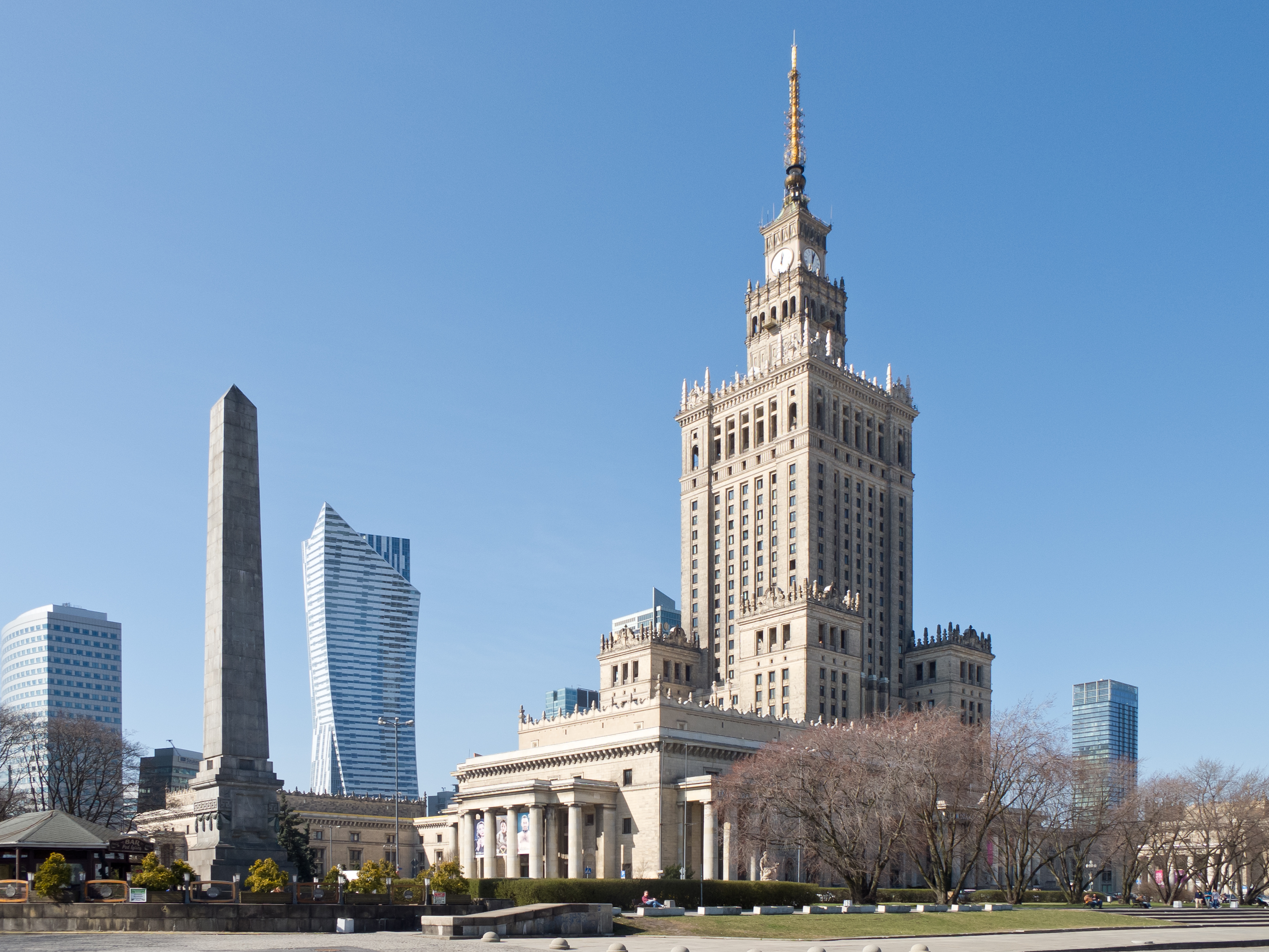
Vista sul do palácio

A construção começou em 1952 e durou até 1955. Um presente da União Soviética para o povo da Polônia, a torre foi construída, usando planos soviéticos, por 3.500 a 5.000 trabalhadores soviéticos e 4.000 trabalhadores poloneses. Dezesseis trabalhadores morreram em acidentes durante a construção. Os construtores foram alojados em um novo complexo suburbano construído às custas da Polônia, com cinema, praça de alimentação, centro comunitário e piscina próprios, chamados Osiedle "Przyjaźni" (bairro da amizade). A arquitetura do edifício está intimamente relacionada com as vários arranha-céus similares construídas na União Soviética da mesma época, principalmente o Edifício Principal da Universidade Estatal de Moscou. No entanto, o arquiteto principal Lev Rudnev incorporou alguns detalhes arquitetônicos poloneses no projeto depois de viajar pela Polônia e ver a arquitetura. As paredes monumentais são encabeçadas por peças de alvenaria copiado das casas e palácios de Renascença de Cracóvia e Zamość.
Logo após a abertura, o edifício recebeu o 5º Festival Mundial de Jovens e Estudantes. Muitos dignitários visitantes visitaram o Palácio, e também apresentou apresentações de artistas internacionais notáveis, como um concerto de 1967 do The Rolling Stones, o primeiro de um grande grupo de rock ocidental atrás da Cortina de Ferro. Em 1985, foi palco do histórico show Leonard Cohen, cercado por muitas expectativas políticas, que foram evitadas por Cohen em suas apresentações prolongadas durante o show de três horas.
Quatro mostradores de relógio foram adicionados ao topo do edifício antes das comemorações do milênio em 2000.

### Presente

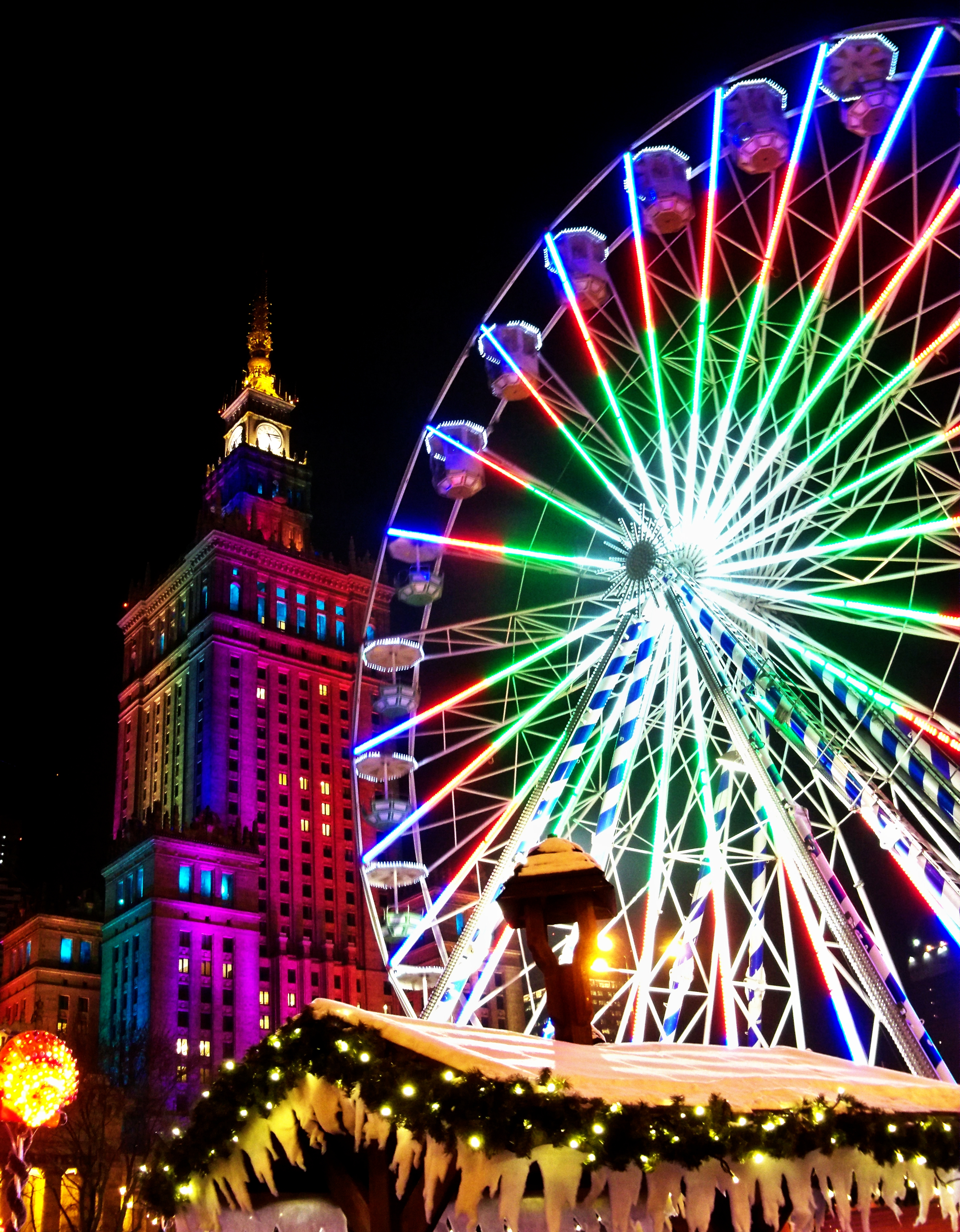
O Palácio da Cultura e Ciência à noite durante o mercado de Natal

Atualmente, o edifício serve como centro de exposições e complexo de escritórios. O palácio contém um cinema multiplex com oito telas, quatro teatros (Studio, Dramatyczny, Lalka e 6. piętro), dois museus (Museu da Evolução e Museu de Tecnologia), escritórios, livrarias, uma grande piscina, um auditório para 3.000 pessoas chamado Salão de Congresso de Varsóvia, e uma universidade credenciada, Collegium Civitas, nos 11º e 12º andares do edifício. O terraço no 30º andar, em 114 metros (370 pé), é uma atração bem conhecida turista com uma vista panorâmica da cidade.
O Salão de Congresso (Varsóvia)  realizou as finais de Miss Mundo 2006.
Em 2010, a iluminação do edifício foi modernizada e luzes LED de alta potência foram instaladas, permitindo ao Palácio tirar várias cores à noite. O primeiro uso da nova iluminação foi durante o Natal de 2010, quando o Palácio foi iluminado em verde e branco para se parecer com uma árvore de Natal. Em dezembro de 2013, durante os protestos Euromaidan, foi iluminado em amarelo e azul, as cores da bandeira nacional ucraniana como um sinal de solidariedade com os manifestantes.

### Controvérsia
O Palácio da Cultura e Ciência é um edifício altamente controverso para alguns, e muitas vezes é visto como um lembrete da influência soviética sobre a República Popular da Polônia, especialmente devido à sua construção durante violações em massa dos direitos humanos sob Joseph Stalin. Uma coalizão de grupos veteranos e nacionalistas na Polônia, bem como inúmeros partidos políticos de direita  pediram sua demolição. Em 2009, o ministro das Relações Exteriores Radoslaw Sikorski apoiou a demolição do palácio, observando as despesas envolvidas em sua manutenção. Outros líderes importantes do governo continuaram endossando os planos de demolição, incluindo o atual primeiro-ministro Mateusz Morawiecki. No entanto, outros rejeitam a ideia, observando que o próprio Palácio se tornou um dos ícones simbólicos de Varsóvia e um edifício que representa o renascimento da cidade a partir dos escombros do pós-guerra.